# Elaine Ling
Elaine Ling (* 19. Dezember 1946 in Hongkong; † 1. August 2016 in Toronto) war eine kanadische Ärztin und Fotografin.

## Leben
Ling kam mit ihren Eltern im Alter von neun Jahren nach Kanada. Sie studierte Musik in den Fächern Piano und Cello und schloss ihr Medizinstudium an der University of Toronto ab. Danach praktizierte sie als Allgemeinmedizinerin vorwiegend unter den Völkern der First Nations, der Ureinwohner Kanadas, im Norden und an der Pazifikküste im Nordwesten Kanadas. Außerdem arbeitete sie als Ärztin in Nepal und in Abu Dhabi.
Neben ihren beruflichen Tätigkeiten hat Ling im Verlauf von dreißig Jahren auf vier Kontinenten das Verhältnis zwischen Menschen und der umgebenden Natur beobachtet und fotografiert. Seit 2009 entstanden so mehr als ein Dutzend Fotobände unter anderem über die Mongolei, Namibia, Myanmar, Äthiopien oder Australien. Sie arbeitete, wenn sie nicht fotografierte, als Praktische Ärztin in Toronto und spielte Cello in einem Laienorchester in der Stadt.

## Veröffentlichungen
- Mongolia, Land of the Deer Stone, Ladima Press 2009, ISBN 978-1-888899-57-3.
- Talking Stones. A Photographic Sojourn. Kehrer, Berlin/Heidelberg 2015, ISBN 978-3-86828-623-6.[2]